# LGBT práva v Singapuru

Duhová mapa Singapuru

Lesby, gayové, bisexuálové a translidé nemají v Singapuru většinu práv heterosexálně orientovaných spoluobčanů. Stejnopohlavní svazky nejsou zákonem uznávány a osvojování dětí takovými páry je zakázané. Mužský stejnopohlavní sexuální styk je sice ilegální, ale zákony proti němu nejsou již nadále prosazovány. 21. srpna 2022 premiér Lee Hsien Loong oznámil že zákon zakazující mužský stejnopohlavní styk bude odvolán. LGBT status není zahrnut do diskriminačních důvodů.

## Stejnopohlavní sexuální aktivita
Singapurské zákony nezakazují soulož mezi dvěma ženami, ani anální nebo orální sex mezi mužem a ženou. Nicméně nejasně formulovaná Sekce 377A singapurského trestního zákoníku zakazuje soulož mezi dvěma muži.

### Zákony

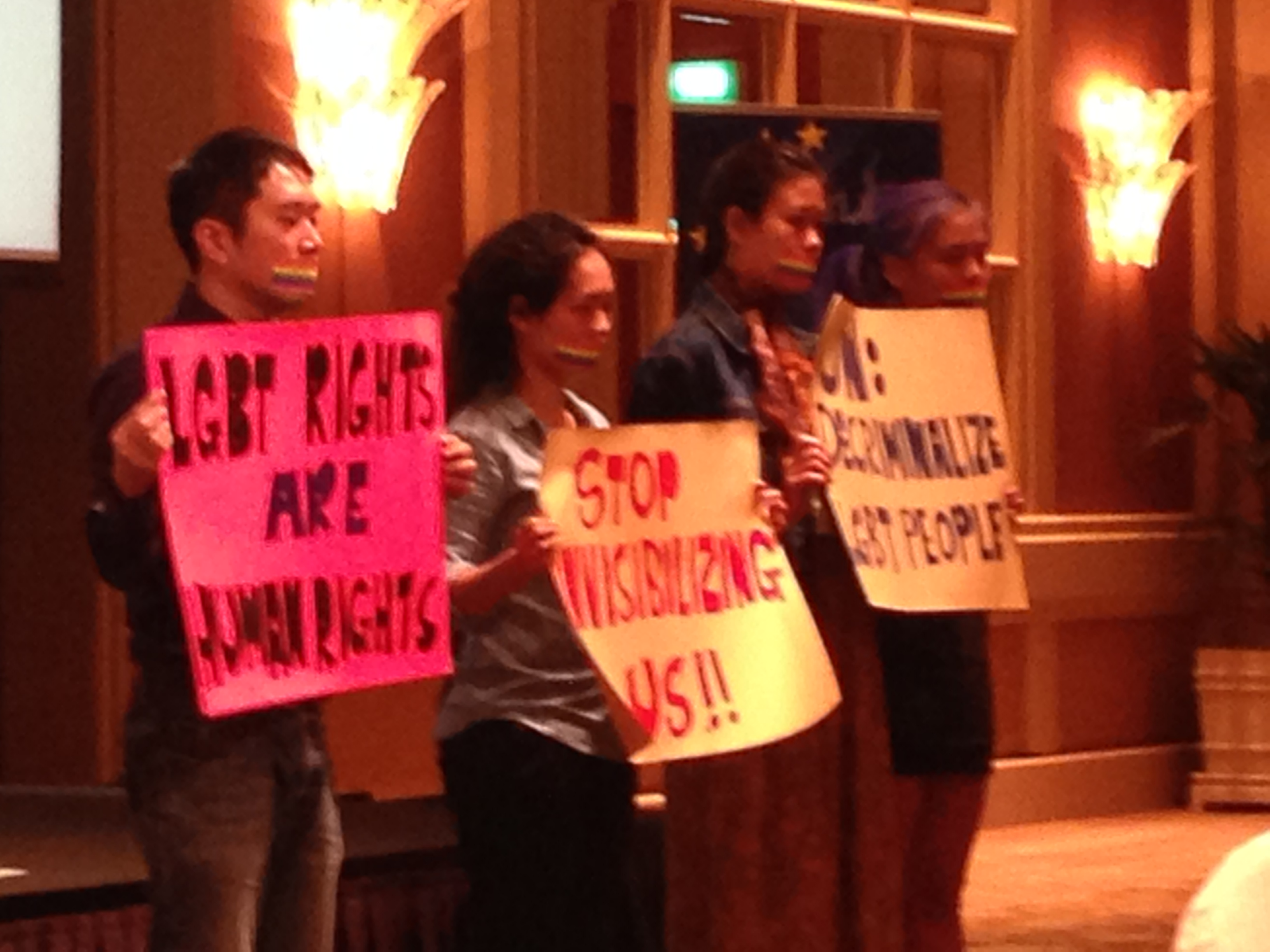
Aktivisté za LGBT práva na semináři Dne lidských práv organizovaným delegací Evropské unie v Singapuru, prosinec 2014

Při své závěrečné řeči na téma zrušení Sekce 377A  připomněl premiér Lee Hsien Loong zákonodárcům před finálním hlasováním, že Singapur je konzervativní společností. Rodina je základní jednotkou naší společnosti. Rodina je v Singapuru definována manželstvím jednoho muže a jedné ženy společně vychovávajících dětí v rámci stabilní jednotky.

Sekce 377A
Sekce 377A ("Hrubá obscénnost") říká následující:
377A. Muž, který na veřejnosti nebo v soukromí, spáchá, svede ke spáchání, chystá se spáchat či svést ke spáchání akt hrubé obscénnosti s jiným mužem, bude potrestán odnětím svobody v trvání dvou let.
Sekce 377A se vymáhá sporadicky. V letech 2007-2013 bylo z jejího porušení obviněno 9 lidí.
Jiné sekce trestního zákona potenciálně aplikovatelné na LGBT Singapurce jsou:

Sekce 354 trestního zákona (Narušení intimity)

Podle sekce 354 se ten, kdo násilím jiného přiměje k obscénnosti, případně jinak hrubě naruší, či poškodí jeho intimitu, bude potrestán odnětím svobody v délce trvání dvou let, peněžitým trestem nebo tělesným trestem, případně dvěma takovými tresty.

## Civilní služba
Před r. 2003 bylo homosexuálům odepřeno pracovat na "citlivých" pozicích v rámci Signapore Civil Service.

### Kategorie 302
Nejznámější a nechvalně proslulou klasifikací je kategorie 302, což je lékařský kód, jímž se označují homosexuálové, transvestitité, pedofilové apod. Kategorie 302 (obecně známá jako "cat 302") hodnotila homosexuály jako ty, kteří se chovají zženštile, případně jim naopak zženštilé chování schází. Záleží na tom, zda mluvíme o homosexuálních mužích, či ženách.

## Ex-gay hnutí
V lednu 2006 poskytlo Ministerstvo komunitního rozvoje, mládeže a sportu grant ve výši 100 tisíc SGD (61 500 USD) Lize za osvobození (Liberty League) sdružující aktivisty ex-gay hnutí usilujících o změnu homosexuální orientace na heterosexuální. Organizace se zašťiťuje heslem "podpora genderového a sexuálního zdraví jednotlivců, rodiny a společnosti".

## Souhrnný přehled
| Legální stejnopohlavní styk                                                            | Mužský ilegální (Trest: Až 2 roky vězení; nevymáháno)/ Ženský legální |
| Stejný věk legální způsobilosti k pohlavnímu styku pro obě orientace                   | / Pouze pro ženy                                                      |
| Antidiskriminační zákony v zaměstnání                                                  | No                                                                    |
| Antidiskriminační zákony v přístupu ke zboží a službám                                 | No                                                                    |
| Antidiskriminační zákony v ostatních oblastech (homofobní urážky, zločiny z nenávisti) | No                                                                    |
| Stejnopohlavní manželství                                                              | No                                                                    |
| Jiná forma stejnopohlavního soužití                                                    | No                                                                    |
| Adopce dítěte partnera                                                                 | No                                                                    |
| Společná adopce dětí stejnopohlavními páry                                             | No                                                                    |
| Gayové a lesby smějí otevřeně sloužit v armádě                                         | pouze na limitovaných pozicích                                        |
| Možnost změny pohlaví                                                                  | Yes                                                                   |
| Přístup k umělému oplodnění pro lesbické ženy                                          | No                                                                    |
| Náhradní mateřství pro gay páry                                                        | No                                                                    |
| MSM smějí darovat krev                                                                 | No                                                                    |